# 止賺止蝕
止賺、止蝕，是股市及期貨等投资的常見詞語。
止蝕，中國大陸俗稱「割肉」，台灣稱為「停損」（stop Loss），即投資者為求保住本金，在投資的時候預先訂定「止蝕沽盤」（止蝕位、停損點）。若價格下跌至止蝕盤價位，投資者即需當機立斷，以限價沽盤賣出，甚至以市價沽盤即時賣出，以免價格走向弱勢，繼續下跌，導致虧損進一步擴大。
止賺，台灣稱為「停利」，是投資者在投資前預先訂定目標價，當價格觸及該價位時，即沽出或掛出「止賺沽盤」（止賺位、停利點），將帳面利润套現。
基本上，止蝕位和止賺位都沒有特定的標準，視乎所投資標的物前景、個人觀點或外圍環境因素等而定。

## 外部連結
ZFX：外匯交易中的停損技巧及原則